# Irish draught
Irish Draught är en hästras från Irland som ibland kallas Draft och trotsar det som i normala fall kallas för Draft eller Draught då dessa hästar brukar vara tyngre kallblodshästar. Men Irish Draught är en lite lättare vagnshäst eller större ridhäst som är grundaren till Irländsk hunter och många andra ridhästar på Irland.

## Historia
Irish draught, eller den irländska körhästen, har under många århundraden fötts upp på Irland genom att man korsade inhemska ston med stora, tunga kallblodshästar, oftast importerade från Frankrike. Under 1500-talet och 1600-talet skedde även en del förbättringar genom inkorsning med de berömda spanska hästarna.
1850 beskrevs rasen första gången i skrift, då som en kortbent men stor häst. Efterfrågan på hästar som var flexibla nog att klara av jordbruksarbete, jaktridning och att dra familjernas vagnar var stora. Efter den stora hungersnöden 1847 minskade antalet Irish Draught kraftigt och uppfödarna gjorde sitt bästa för att få igång aveln igen genom att förbättra stammarna med Shirehäst och Clydesdale men utan framgång. Rasen fick exteriöra fel som sedan tog lång tid att avla bort. 1897 skrev Thomas Meleady en bitter artikel om rasen som på grund av skotska hästar blivit slöa och utan uthållighet. Han kallade dem "tungbenta hästar som fort blir trötta" och menade att Clydesdalehästen även förstört områdets ponnystammar.
Först 1904 började man förbättra rasen igen med hjälp av att man delade ut premier till de bästa hingstarna. Irland har alltid sett hästavel som en tillgång och uppmuntrat avel och handel med hästar och likadant gjorde man nu med Irish Draught i hopp om att få igång rasen igen. 1917 öppnades en stambok för rasen som innehöll 375 ston och 44 hingstar och ända fram till Andra världskriget såldes hästarna som remonter, jakthästar och lättare vagnshästar.
1976 bildades The Irish Draught Society och 1979 bildades även en engelsk avdelning i föreningen. Man började använda sig av ett graderingssystem för att ta fram de hästar som var bäst inom aveln. Nu för tiden finns det även en lite lättare sporttyp som avlats fram med hjälp av det engelska fullblodet och kallas då Irländsk sporthäst. Även Hunterhästar avlas fram på ett liknande sätt med Irish Draught.

## Egenskaper
Än idag finns det en brist på Irish draughthästar, främst ston, men hingstarna finns det gott om och de används för att avla fram alla olika sorters hästar. Idag är rasen även större än vad de var 1850 när de beskrevs som stora hästar, mycket på grund av att mankhöjden i regel har ökat hos alla världens hästar. Men hästen har blivit smidig och stark med kraftiga bakben som gör den till en bra hopphäst. Rasen funkar utomordentligt bra i lite tuffare terräng och är en helt orädd men försiktig häst tack vare irländarnas skicklighet inom träning och uppfödning. Rasen, speciellt sportversionen, är populär bland de internationella stjärnorna i Fälttävlan.
Irish draught-hästarna är högresta och kraftiga och kan bära mycket tunga ryttare, även i mycket svår terräng. Benen är massiva, ibland med en liten antydan till hovskägg. Lederna är stora men välskapta. Halsen är lång med en väldgt lätt böjning och huvudet är något grovt med en platt eller lätt utåtbuktande nosprofil. Bröstkorgen är rymlig och ryggen lång. Bakpartiet sluttar ganska kraftigt från korset ner mot svansen, men svansen bärs högt då hästen rör sig.
Irish draught-hästar är även kända för att vara naturligt sunda och med ett mycket lugnt och stabilt temperament. Hästarna klarar sig även på lite foder i jämförelse med andra raser i samma storlek.